# Queen Street Viaduct
Le Queen Street Viaduct est un pont de la ville de Toronto, en Ontario, qui traverse la rivière Don sur la rue Queen. Ce pont en treillis est construit en 1911.
Le pont est rénové dans les années 1990. Une œuvre d'art créée en 1996 par Eldon Garnet est alors ajoutée. Il s'agit d'une horloge du côté ouest du pont. En 2010, l'horloge cessant de fonctionner, le mécanisme et les aiguilles sont retirées. 